# Ki Sung-yong
Ki Sung-yong (* 24. Januar 1989 in Gwangju), im deutschsprachigen Raum unter der dort üblichen Namensreihenfolge Sung-Yong Ki bekannt, ist ein südkoreanischer Fußballspieler. Der Mittelfeldspieler steht seit 2018 bei Newcastle United unter Vertrag und ist Kapitän der südkoreanischen Nationalmannschaft. Im Mai 2015 wurde er zum Swansea-City-Spieler des Jahres (Player of the Year) gekürt.

## Karriere

### Im Verein
Ki kam 2006 als 17-Jähriger zum FC Seoul, durfte jedoch erst nach dem Amtsantritt von Şenol Güneş als Trainer ein Jahr später in der ersten Mannschaft debütieren. Nachdem er verschiedene Nachwuchsauswahlmannschaften Südkoreas durchlaufen hatte, nahm Ki an der U-19-Asienmeisterschaft und an der Junioren-Weltmeisterschaft in Kanada teil. 2008 nahm er mit Südkorea an den Olympischen Spielen von Peking 2008 teil, wo die Koreaner frühzeitig ausschieden. Kurz darauf wurde Ki erstmals in die A-Nationalmannschaft berufen. Am 5. September 2008 bestritt er in der WM-Qualifikation gegen Jordanien sein erstes Länderspiel.
Aufgrund seiner starken Leistungen wurde der schottische Klub Celtic Glasgow im Jahr 2009 auf ihn aufmerksam und nahm ihn im Dezember unter Vertrag. In Schottland wurde Ki, der in Glasgow nach seinem Vorbild Steven Gerrard den Spitznamen Kirrard erhielt, Vizemeister und Ligapokalsieger.
Im August 2012 wechselte Ki für die klubinterne Rekordablöse von rund sieben Millionen Euro in die Premier League zu Swansea City, wo er einen Dreijahresvertrag bis zum 30. Juni 2015 unterschrieb. Während der Saisonvorbereitung 2013 geriet er mit seinem Trainer Michael Laudrup in Konflikt, worauf Ki am 31. August 2013 für eine Saison an den AFC Sunderland verliehen wurde. Dort entwickelte sich Ki zu einem Leistungsträger. So schoss er im Liga-Pokal-Viertelfinalsieg über Chelsea das 2:1-Siegtor und schaffte es bis zum Finale des League Cups, wo man sich Manchester City geschlagen geben musste.
Nach der Entlassung von Laudrup als Swansea-Trainer und wegen der guten Leistungen Kis während der Leihsaison wurde ihm seitens Swansea eine Vertragsverlängerung bis 2018 angeboten, die er im August unterschrieb. Am 16. August 2014 gelang Ki im Old Trafford im Spiel gegen Manchester United der erste Treffer der Premier League Saison 2014/15. In besagter Saison kam er in 33 Spielen zum Einsatz und erzielte acht Treffer, unter anderem einen weiteren im Rückspiel gegen Manchester United sowie gegen die Tottenham Hotspur. Nach Ende der Saison wurde er von seinen Mannschaftskollegen zum Swansea-Spieler des Jahres gewählt.
Anschließend heuerte Ki im Juli 2018 ablösefrei bei Newcastle United an. Sein auf zwei Jahre befristeter Kontrakt endete vorzeitig Ende Februar 2020 mit seinem Wechsel zum spanischen Erstligaabstiegsaspiranten RCD Mallorca. Im Juli 2020 kehrte er zum FC Seoul zurück und unterschrieb dort einen Vertrag bis 2023.

### In der Nationalmannschaft
Im Sommer 2010 nahm er an der Weltmeisterschaft in Südafrika teil.
Auch 2012 stand er im Kader für die Olympischen Spiele und kam in allen sechs Spielen zum Einsatz. Im Spiel um Platz 3 konnte er mit seiner Mannschaft mit der Bronzemedaille die erste Medaille für südkoreanische Fußballspieler gewinnen.

## Titel und Erfolge
- Asiens Jungfußballer des Jahres 2009
- Scottish FA Cup 2010/11
- Scottish Premier League 2011/12
- Südkoreas Fußballer des Jahres 2011, 2012
- Bronzemedaille bei den Olympischen Spielen 2012
- League Cup: 2013